# 长白鸢尾
长白鸢尾（学名：Iris mandshurica）是鸢尾科鸢尾属的植物。分布在俄罗斯、朝鲜以及中国大陆的吉林、黑龙江、辽宁等地，生长于海拔600米的地区，常生于向阳坡以及疏林丛间，目前尚未由人工引种栽培。

## 别名
东北鸢尾（中国东北部植物检索表）